# René Felber
René Felber (Biel-Bienne, Suiza; 14 de marzo de 1933-18 de octubre de 2020) fue un político suizo. Fue consejero federal por el Partido Socialista de 1988 a 1993, año en que debió salir por razones de salud.

## Estudios y carrera
Tras de haber terminado sus estudios básicos, asiste a la Escuela Normal de Neuchâtel, donde obtiene su licencia en pedagogía, la cual ejerce en Boudevilliers y Le Locle. Corresponsal del periódico "Correo de Ginebra" para el cantón de Neuchâtel, entra en la política como miembro socialista del Consejo General (legislativo) del Locle en 1960. 
Cuatro años más tarde accede a la alcaldía de la ciudad. En 1965 es elegido diputado al Gran Consejo del cantón de Neuchâtel, cargo en el que se mantendrá hasta 1976. Elegido al Consejo Nacional en 1976, escaña en la cámara baja del parlamento suizo, en el que llegó a presidir el grupo parlamentario socialista de 1980 a 1981. 
En 1981 entra al Consejo de Estado del cantón de Neuchâtel, donde toma las riendas de la dirección de finanzas y de cultos.

## Consejo federal
El 9 de diciembre de 1987 es elegido al Consejo federal como sucesor de Pierre Aubert, quien le había ganado el puesto diez años antes. Una vez en el Consejo federal, se hace cargo del Departamento Federal de Asuntos Exteriores (DFAE), desde el cual se batió en vano por la adhesión de Suiza al Espacio Económico Europeo (EEE). Ampliamente apoyado por la gente de su cantón, que dio la votación máxima de Sí (82%), pierde la batalla a nivel federal (49,7% de aprobación). René fue presidente de la Confederación en 1992, tras haber sido vicepresidente en 1991. El 31 de marzo de 1993 sale del Consejo federal a causa de problemas de salud.